# 萊瑟山

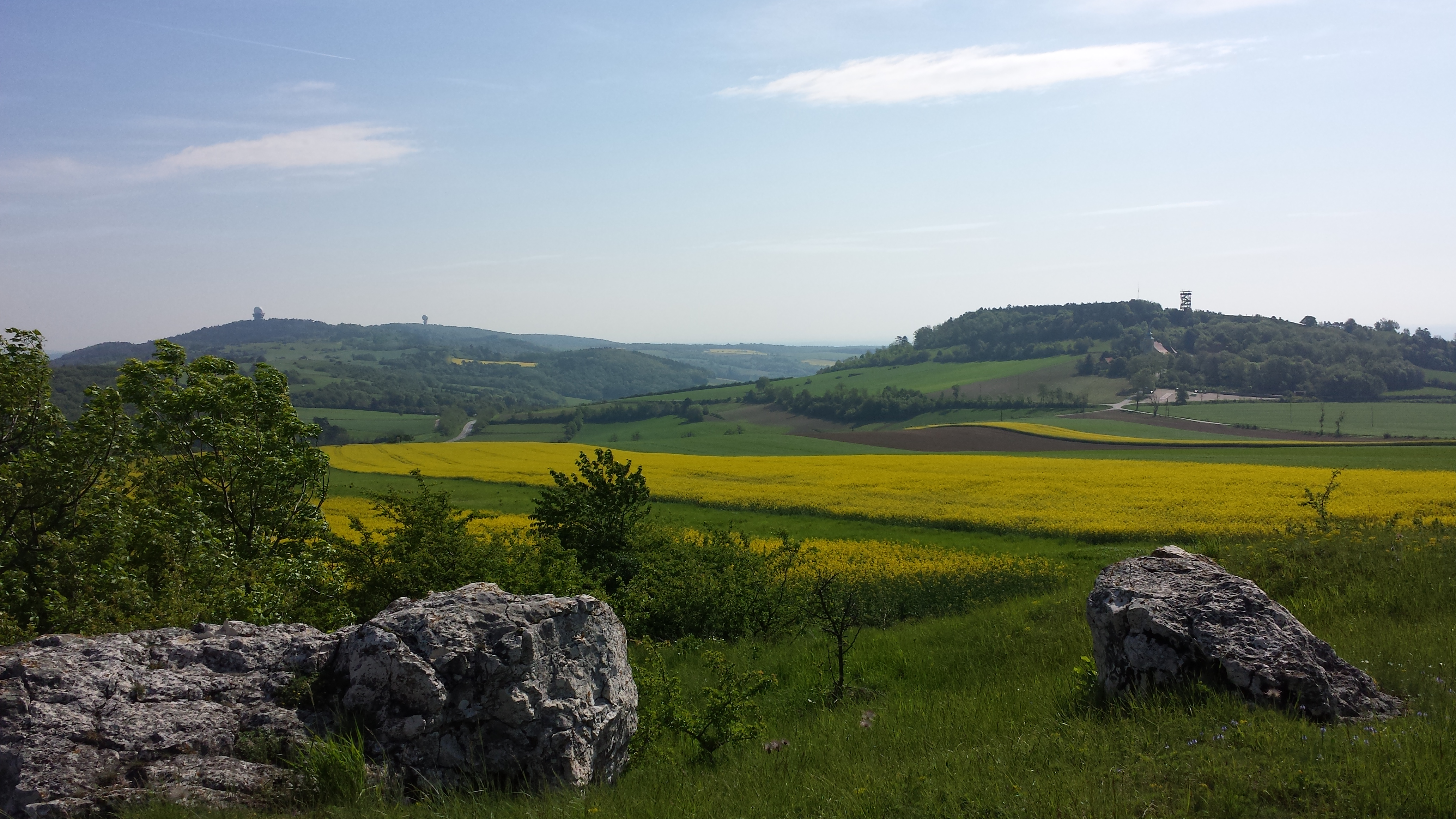

48°34′30″N 16°24′0″E / 48.57500°N 16.40000°E
萊瑟山（德語：Leiser Berge），是奧地利的山峰，位於該國東北部，由下奧地利州負責管轄，海拔高度421米，每年平均降雨量824毫米，山體由石灰岩和泥灰岩組成。